# Valenzuela distinctus
Valenzuela distinctus är en insektsart som först beskrevs av Edward L. Mockford 1966.  Valenzuela distinctus ingår i släktet Valenzuela och familjen fransvingestövsländor. Inga underarter finns listade i Catalogue of Life.